# Lídio Lopes
Lidio Nogueira Lopes (Iguatemi, 5 de agosto de 1966) mais conhecido como Lídio Lopes é um advogado e político brasileiro, atualmente sem partido. É deputado estadual de Mato Grosso do Sul e atual primeiro-cavalheiro de Campo Grande, como marido da 65.ª prefeita de Campo Grande, Adriane Lopes.
Em 2023, anunciou sua desfiliação ao Patriota após 10 anos na legenda.

## Desempenho eleitoral
| Ano  | Eleição                         | Partido  | Cargo             | Votos  | %     | Resultado  | Ref    |
| ---- | ------------------------------- | -------- | ----------------- | ------ | ----- | ---------- | ------ |
| 2006 | Estaduais em Mato Grosso do Sul | PSC      | Deputado estadual | 7.206  | 0,59% | Não eleito | [ 6 ]  |
| 2008 | Municipais de Campo Grande      | PP       | Vereador          | 6.595  | 1,64% | Eleito     | [ 7 ]  |
| 2010 | Estaduais em Mato Grosso do Sul | PP       | Deputado estadual | 18.308 | 1,53% | Suplente   | [ 8 ]  |
| 2014 | Estaduais em Mato Grosso do Sul | PEN      | Deputado estadual | 23.643 | 1,80% | Eleito     | [ 9 ]  |
| 2018 | Estaduais em Mato Grosso do Sul | PATRI    | Deputado estadual | 27.877 | 2,17% | Eleito     | [ 10 ] |
| 2022 | Estaduais em Mato Grosso do Sul | Patriota | Deputado estadual | 32.412 | 2,28% | Eleito     | [ 11 ] |